# Casa al carrer Major, 24 (Naut Aran)
La Casa al carrer Major, 24 és una obra de Naut Aran (Vall d'Aran) inclosa a l'Inventari del Patrimoni Arquitectònic de Catalunya.

## Descripció
Porta doble d'entrada de casa, feta de pedra bona, tallada segons els estils eclèctic del moment, sense cap tipus d'ornamentació, sino amb un oval en reserva, al centre de la llinda monolítica. Aquestes pedres de base dels brancals sobresurten de dins i de fora, damunt un xamfrà de vora sobirana. Destaca d'aquest, més amunt i centrat, un escut segurament reaprofitat d'una finestra o porta renaixentista. L'escut quadripartit en baix relleu està decorat d'escais i cintes. Està orlat d' adalt i dels costats amb un alt relleu.
Les fuestes de la porta formen una simpla, pero bona, mostra de la fusteria tradicional del segle xix d'Aran en aquesta matèria.